# PeruSat-1
PeruSat-1 es un satélite de observación terrestre de propiedad del gobierno peruano el cual es operado por su agencia espacial CONIDA, entidad adscrita al Ministerio de Defensa. Fue construido en Francia por la empresa Airbus Defence & Space y se encuentra operando desde el año 2016.

## Antecedentes
Algunos de los primeros antecedentes referidos a artefactos espaciales peruanos se remontan a los nanosatélites Chasqui 1, proyecto concebido en la Universidad Nacional de Ingeniería a finales de la década del 2000 (lanzado en 2014), el PUCP SAT - 1, construido por la Pontificia Universidad Católica del Perú (lanzado al espacio en 2013) y el UAPSAT-1 de la Universidad Alas Peruanas (lanzado el 9 de enero de 2014). Sin embargo, se trataron de iniciativas particulares y no del gobierno.
En el año 2013 el Ministro de Defensa anunció que el gobierno peruano se encontraba evaluando la posibilidad de adquirir a Francia un satélite de observación terrestre, señalando que de concretarse esta iniciativa se emplearía el sistema de compra de «gobierno a gobierno». En 2014 el Ministerio de Defensa anunció la suscripción con el gobierno francés de un contrato por US$ 206,7 millones, para la adquisición de un satélite de observación de tipo Astrosat-300, cuya construcción fue encargada a la empresa Airbus Defence & Space.
El 15 de septiembre de 2016 a las 8:43 p. m. (tiempo de Perú) el PeruSat-1 fue lanzado desde la base de Arianespace en Kourou, Guyana Francesa, por medio del cohete  Vega, junto con el satélite Terra Bella. El lanzamiento fue seguido por las autoridades peruanas desde el Centro Nacional de Operaciones de Imágenes Satelitales (CNOIS) de Perú, ubicado en el balneario de Pucusana, en el sur de Lima.
Luego de una etapa de pruebas y calibración realizada de manera conjunta entre personal técnico del fabricante y los ingenieros peruanos responsables, el 8 de diciembre de 2016 el Ministerio de Defensa anunció que el gobierno de Francia entregó al Perú el control y la operatividad total del Perú SAT-1.

## Características

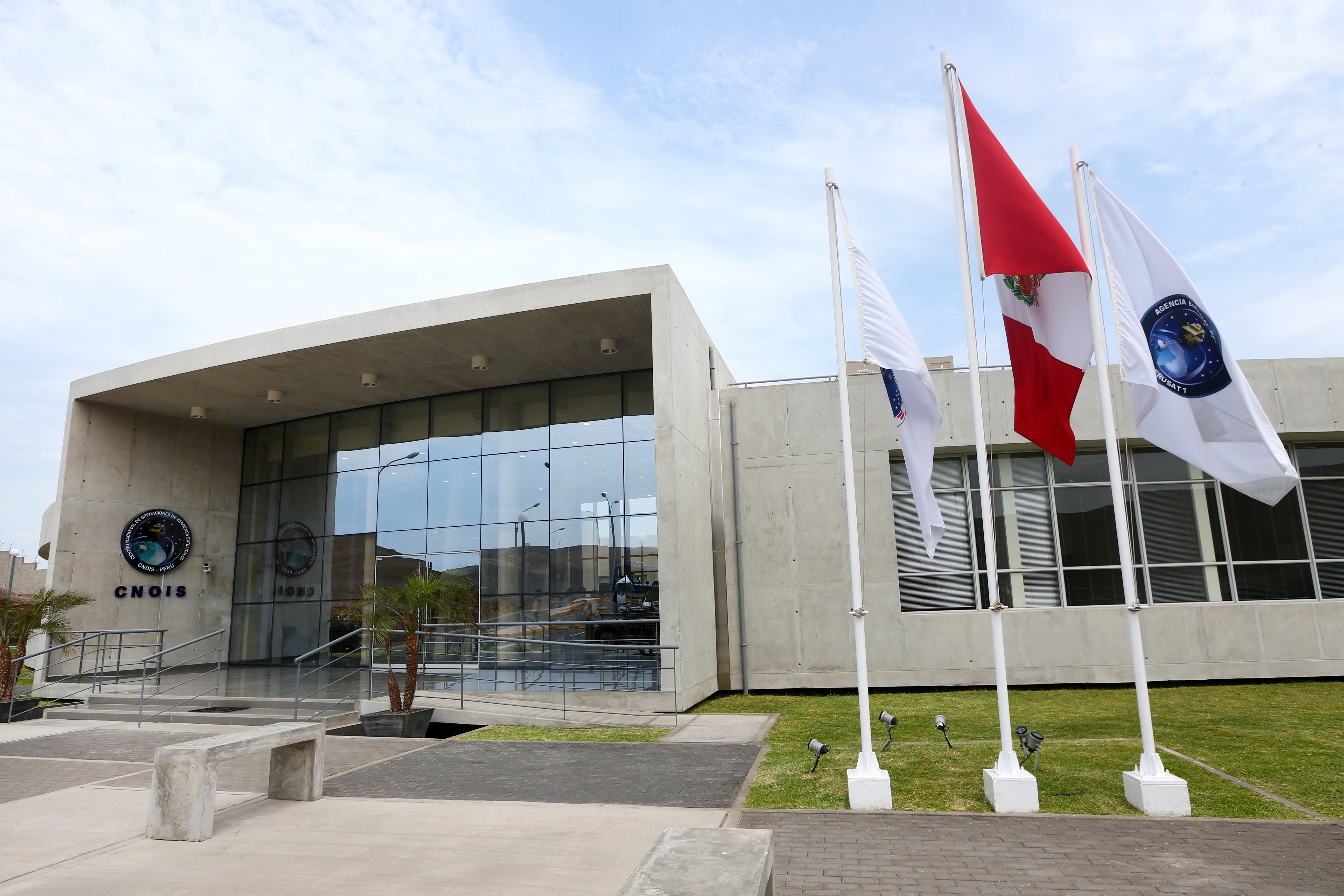
Sede del CNOIS

El satélite de tipo Astrosat-S adquirido por el Perú, cuenta con una cámara del tipo NAOMI modificada (prototipo) cuyo sistema óptico fue construido sobre la base de carburo de silicio, un material semiconductor y refractario, químicamente inerte y especialmente apto para su uso en condiciones extremas de temperatura, voltaje y frecuencia. El instrumental óptico es un derivado de la familia NAOMI (New Astrosat Optical Modular Instrumet). Estos instrumentos pueden ser usados en variedad de satélites, incluyendo plataformas pequeñas como el Astrosat-100, hasta el satélite peruano, de mayor tamaño, costo y capacidad. Sus principales bloques son un telescopio estable y compacto, con control termal; un plano focal con detector TDI (Time Delay Integration) que es una moderna tecnología para generación de imágenes de alta calidad con bajo consumo de energía, cámara pancromática y detectores multiespectrales.
El satélite según diseño debería orbitar la Tierra a una distancia de 694 km de nuestro planeta, sin embargo lo hace en un órbita elíptica variable entre 704 y 719 km de altitud. Desde allí envía las imágenes que se le solicita cada día en una banda pancromática de 0.70 cm de resolución y 2.8 m en modo multiespectral. Además de los obvios beneficios para la seguridad y defensa del país, dichas imágenes también resultan útiles para múltiples sectores productivos como por ejemplo: el sector minero, agrícola, así como para el catastro o el control de la tala ilegal, lucha contra el narcotráfico, previsión de desastres naturales, control de la deforestación, ubicación de derrames de petróleo, entre otras múltiples aplicaciones para decisiones estratégicas del Estado Peruano.

## Operación

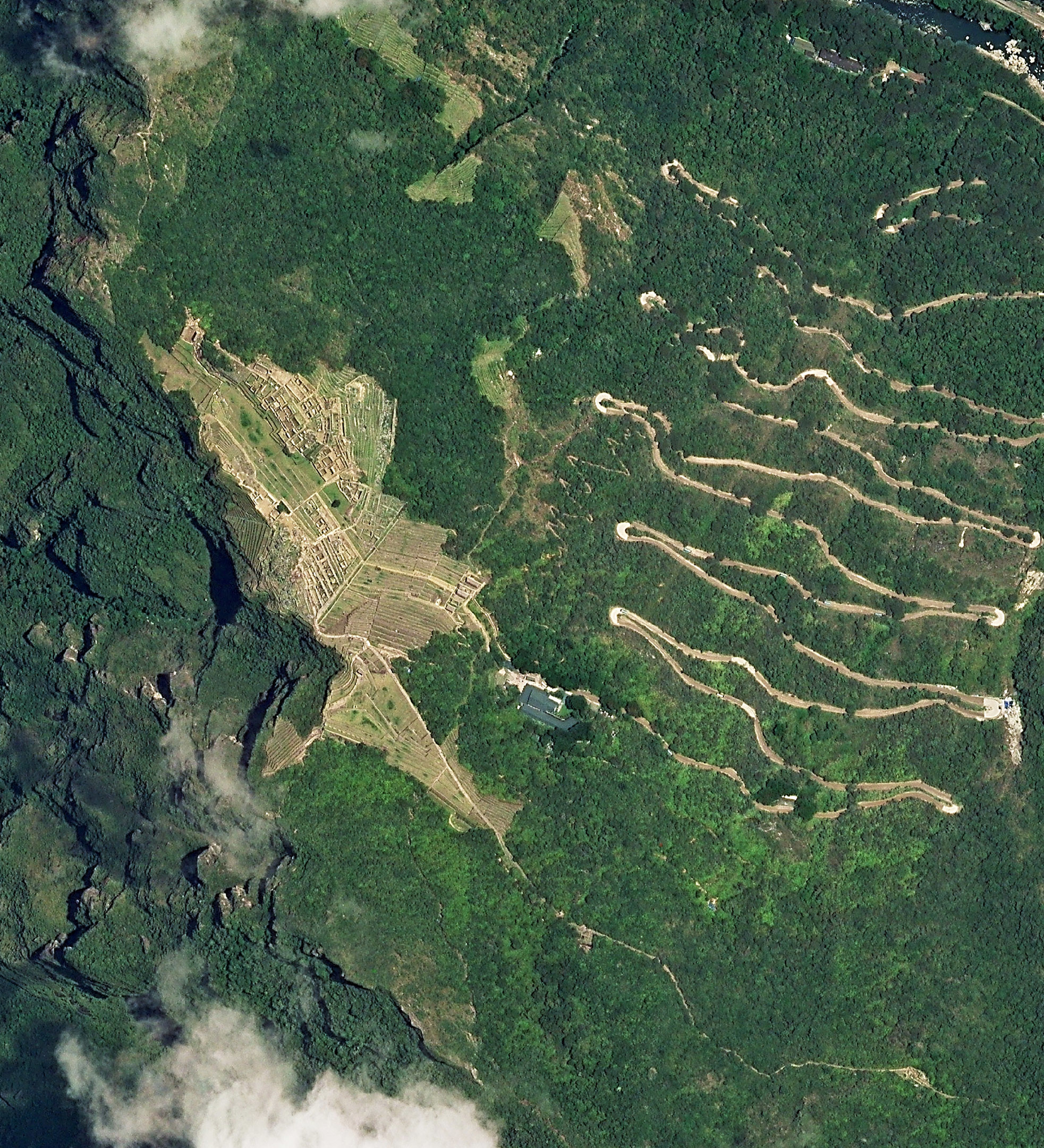
Vista satelital de la ciudad arqueológica de Machu Picchu realizada por el PeruSat-1

Para la operación de este satélite se constituyó el Centro Nacional de Operaciones de Imágenes Satelitales (CNOIS) construyéndose para el efecto una estación terrena sobre un área de 3,600 metros cuadrados, en Punta Lobos, Pucusana. Dicha estación tiene la función de operar el comando y control del satélite peruano; así como obtener imágenes de otros satélites complementarios.

## Reemplazo del PeruSat-1
La Agencia Espacial de Perú iniciará un estudio para el reemplazar el satélite PeruSat-1, en un trabajo conjunto entre la Comisión Nacional de Investigación y Desarrollo (CONIDA) y la Fuerza Aérea del Perú, se están realizando los primeros pasos para preparar el oportuno reemplazo del satélite PeruSat-1 por la siguiente plataforma orbital, que se denominara PeruSat-2.  